# يزيد بن سنان المري
يزيد بن سنان بن أبي حارثة المري فارس، من السادات في الجاهلية. كان رئيس بني (مرة بن عوف) في حربهم مع بني (تيم بن عبد مناة) وحلفائهم من عديّ وعكل، وظفر بهم يزيد، وأخذ سبيًا كثيرًا. وهو أخو (هرم بن سنان) ممدوح زهير بن أبي سلمى.